# Neritos holophaea
Neritos holophaea là một loài bướm đêm thuộc phân họ Arctiinae, họ Erebidae.